# Воровка книг
«Воровка книг» (англ. The Book Thief) — художественный фильм о нацистской Германии, снятый режиссёром Брайаном Персивалем по мотивам романа Маркуса Зусака «Книжный вор» (в английском варианте названия книги и фильма совпадают). Фильм снят кинокомпанией 20th Century Fox, премьера состоялась осенью 2013 года. В России фильм в прокате с 16 января 2014 года. Главные роли исполняют Софи Нелисс, Джеффри Раш и Эмили Уотсон.
Слоган: «Беспримерная отвага» (англ. Courage beyond words).

## Сюжет
Апрель 1938 года. Звучит голос (представляющий Ангела Смерти), рассказывающий о том, как юная Лизель Мемингер (Софи Нелисс) вызвала его интерес. Лизель попадает к приёмным родителям: немолодому добродушному Гансу (Джеффри Раш) и его жене Розе (Эмили Уотсон) Хуберманн, которая производит впечатление грубой и бессердечной (но впоследствии это впечатление не подтверждается). Лизель производит впечатление на соседского мальчика — Руди Штайнера (Нико Лирш) и он становится её приятелем, а потом и другом.
В её новой школе оказывается, что она не знает и не умеет многого из школьной программы, что для сверстников-одноклассников пройденный этап. Грубая учительница и, особенно, одноклассники, пытаются сделать её классной «парией», но не особенно преуспевают: «робкая» девочка оказывается не такой уж робкой и умеет за себя постоять. Впрочем, в коллектив она всё равно не вписывается. Тогда же пробуждается её интерес к книгам и чтению.
Между тем усиливается нацизм, начинается Вторая мировая война. Лизель и Руди становятся членами Гитлерюгенда. Нацистский ритуал сжигания книг шокирует девочку.
Любовь к чтению навлекает на неё конфликтные ситуации и непредвиденные знакомства — с людьми как добрыми, так и злыми.
Хрустальная ночь — новое потрясение для её сознания. И новое знакомство: с евреем Максом Вандербургом (Бен Шнетцер). Макс оказывается сыном человека, который во время Первой мировой войны был однополчанином Ганса, её приёмного отца.
Бурные события в её детской жизни одаривают её новыми врагами и новыми друзьями. Её приятель, маленький Руди, едва не ссорится с ней, обиженный её вынужденным недоверием и обожжённый ревностью. В конце концов Лизель понимает, что может доверять ему.
Тем временем во «взрослом мире» её приёмных родителей всё гораздо более сурово. Нацисты вторгаются в жизнь обыкновенных горожан, далёких от политики. По счастливой случайности Гансу удаётся избежать ареста, но грядёт очередной мобилизационный набор — он попадает под призыв, несмотря на возраст.
Едва попав в армию, Ганс ранен и тяжело контужен. Возможно, это спасает его от гибели на фронте, но не спасает Лизель от потери близких. Вновь звучит голос Ангела Смерти, который рассказывает о том, как забирает души умерших.
Спустя два года Лизель работает в ателье отца Руди, куда приходит Макс, который выжил. В заключительной сцене Ангел Смерти рассказывает о жизни повзрослевшей девочки, о том, что он видел много хорошего и плохого, что Лизель — одна из немногих, которая впечатлила его: «Но в конце нет слов, только покой».

## В ролях
| Актёр             | Роль                                                 |
| ----------------- | ---------------------------------------------------- |
| Роджер Аллам      | рассказчик                                           |
| Софи Нелисс       | Лизель Мемингер                                      |
| Хайке Макач       | фрау Мемингер мать Лизель                            |
| Готтард Ланге     | могильщик                                            |
| Кирстен Блок      | фрау Хейнрих                                         |
| Джеффри Раш       | Ганс Хуберманн приёмный отец Лизель                  |
| Эмили Уотсон      | Роза Хуберманн приёмная мать Лизель                  |
| Нико Лирш         | Руди Штайнер                                         |
| Хилдегард Шрёдтер | фрау Беккер учительница                              |
| Левин Лиам        | Франц Дойчер хулиган, лидер гитлерюгенд-команды Руди |
| Бен Шнетцер       | Макс Вандербург                                      |
| Сандра Неделефф   | мать Макса                                           |
| Карина Визе       | Барбара Штайнер мама Руди                            |
| Райнер Бок        | бургомистр                                           |
| Барбара Ауэр      | Ильза жена бургомистра                               |
| Себастьян Хюльк   | агент гестапо                                        |
| Маттиас Мачке     | Вольфганг                                            |

## Съёмки
Поиски актрисы на роль Лизель Мемингер проводились по всему миру. 4 февраля 2013 года было объявлено, что канадская актриса Софи Нелисс была принята на роль Лизели, а австралийский актёр Джеффри Раш и британская актриса Эмили Уотсон сыграют её приёмных родителей.
Основные съемки начались в начале марта 2013 года на Babelsberg Studio в немецком Бабельсберге. Первый трейлер был выпущен 21 августа.
Маркус Зузак, автор бестселлера, на котором основан фильм, подтвердил в своем блоге, что повествование будет вестись от лица «Смерти», как и в его романе. Фанаты предполагали, что Ангел Смерти может быть озвучен неизвестным американским актёром, голос которого звучал в трейлере. Позже было объявлено, что Смерть озвучит британский актёр Роджер Аллам, игравший в сериале «Игра престолов».

## Саундтрек
Музыку для фильма написал Джон Уильямс, а альбом, содержащий записи, выпустила компания Sony Classical. Альбом был выпущен в США 19 ноября 2013 года.
Джон Уильямс впервые с 2005 года работал над музыкой для фильма.

## Релиз
Изначально запланированный на 2014 год, ограниченный театральный релиз «Воровки книг» был перемещен на 8 ноября 2013 года из-за досрочного окончания съёмок и для участия в сезоне кинофестивалей. Премьера состоялась на Mill Valley Film Festival 3 октября 2013 года, фильм был показан на Savannah Film Festival 29 октября 2013 года. 27 ноября фильм вышел в широкий прокат.

## Восприятие
Отзывы о фильме довольно смешанные: поступили и крайне положительные, и резко отрицательные.
Ричард Ропер (англ. Richard Roeper) в Chicago Sun-Times пишет, что сценарист Майкл Петрони и режиссёр Брайан Персивал изумительно экранизировали всю тоску и всё счастье книги. Также он положительно высказывается об игре Софи Нелисс.
Критик Стивен Холден (англ. Stephen Holden) из The New York Times отзывается о фильме не столь лестно, называя фильм «низкосортной продукцией», рассчитывающей на «Оскар».

## Награды и номинации
Фильм победил в трёх номинациях, причём все награды достались исполнительнице главной роли — Софи Нелисс.
| награды и номинации                  | награды и номинации                              | награды и номинации   | награды и номинации |
| премия                               | категория                                        | премианты и номинанты | итог                |
| ------------------------------------ | ------------------------------------------------ | --------------------- | ------------------- |
| Премия Австралийского института кино | Лучший актёр второго плана                       | Джеффри Раш           | Номинация           |
| «Оскар»                              | Лучший саундтрек                                 | Джон Уильямс          | Номинация           |
| BAFTA                                | Лучший саундтрек                                 | Джон Уильямс          | Номинация           |
| Critics' Choice Movie Awards         | Лучший молодой актёр/актриса                     | Софи Нелисс           | Номинация           |
| «Золотой глобус»                     | Лучший саундтрек                                 | Джон Уильямс          | Номинация           |
| Голливудский кинофестиваль           | В центре внимания                                | Софи Нелисс           | Победа              |
| Общество кинокритиков Финикса        | Лучшая молодая актриса первого или второго плана | Софи Нелисс           | Победа              |
| «Спутник»                            | Лучшая актриса второго плана                     | Эмили Уотсон          | Номинация           |
| «Спутник»                            | Лучший саундтрек                                 | Джон Уильямс          | Номинация           |
| «Спутник»                            | Прорыв года                                      | Софи Нелисс           | Победа              |
| «Сатурн»                             | Лучший боевик / приключенческий фильм            |                       | Номинация           |
| «Сатурн»                             | Лучшая актриса второго плана                     | Эмили Уотсон          | Номинация           |
| «Сатурн»                             | Лучший юный актёр                                | Софи Нелисс           | Номинация           |
| «Сатурн»                             | Лучшая музыка                                    | Джон Уильямс          | Номинация           |